# تل حمامی
تل حمامی مربوط به دوران پیش از تاریخ ایران باستان است و در شهرستان بیضا، بخش بیضاء، روستای بهمه‌ای واقع شده و این اثر در تاریخ ۱۲ بهمن ۱۳۸۱ با شمارهٔ ثبت ۷۱۸۶ به‌عنوان یکی از آثار ملی ایران به ثبت رسیده است.